# Xã Vernon, Quận Clark, Missouri
Xã Vernon (tiếng Anh: Vernon Township) là một xã thuộc quận Clark, tiểu bang Missouri, Hoa Kỳ. Năm 2010, dân số của xã này là 177 người.